# 马克西米利安·米勒
马克西米利安·米勒（德語：Maximilian Müller，1987年7月11日—），德国男子曲棍球运动员。他曾代表德国国家队参加2008年和2012年夏季奥林匹克运动会曲棍球比赛，获得二枚金牌。